# Rejon Lenkoran
Rejon Lenkoran (azer. Lənkəran rayonu) – rejon w południowo-wschodnim Azerbejdżanie.
W 1929 w rejonie utworzono Państwowy Rezerwat Przyrody Qızılağac.